# تیم ملی بسکتبال مردان جزایر کوک
تیم ملی بسکتبال جزایر کوک نماینده جزایر کوک در مسابقات بین‌المللی است.
1. ↑  "FIBA Ranking Presented by Nike". FIBA. ۷ دسامبر ۲۰۲۱. Retrieved 7 December 2021.